# Turkménistan aux Jeux olympiques d'été de 2004
Le Turkménistan a participé aux Jeux olympiques d'été de 2004 à Athènes avec une délégation de 9 athlètes concourant dans six sports.

## Athlétisme
- Nazar Begliyev (800 m masculin)
- Svetlana Pessova (Saut en longueur féminin)

## Boxe
- Aliasker Bashirov (Poids welters masculin)
- Shokhrat Kurbanov (Poids super-welters masculin)

### Haltérophilie
- Ümürbek Bazarbaýew (moins de 62 kg)

## Judo
- Nasiba Salayeva-Surkieva (Poids moyens féminin)

## Natation
- Hojamamed Hojamamedov (50 m nage libre masculin)
- Yelena Roykova (50 m dos féminin)

### Tir
- Igor Pirekeyev (Carabine 3x40 50 m hommes)